# Maska przeciwgazowa MP-6 (przemysłowa)

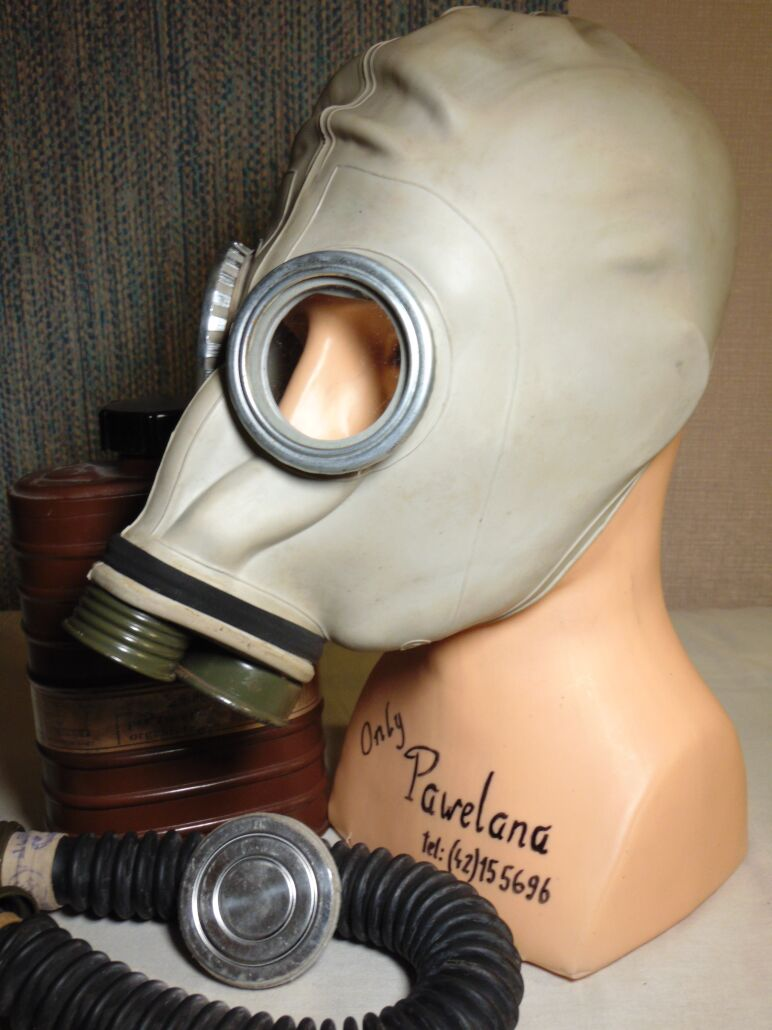
Maska przemysłowa mp6

Maska przemysłowa kapturowa MP-6 – polska maska przeciwgazowa powstała na potrzeby przemysłu chemicznego. Produkowana była przez Fabrykę Sprzętu Ratunkowego i Lamp Górniczych w Tarnowskich Górach FASER SA.

## Charakterystyka
Model ten konstrukcyjnie został oparty na komorze zaworowej maski Ma-1 oraz części twarzowej maski OM-14. Takie rozwiązanie ułatwiło zakładanie maski oraz polepszyło szczelność zapewniając jednocześnie ochronę całej głowy i twarzy. Produkowana była w czterech rozmiarach oznaczonych kolejno: 1 – mały, 2 – średni, 3 – duży, 4 – bardzo duży.
Komora zaworowa połączona była z częścią twarzową kompletną za pomocą sznura kordelowego lub żyłki steelonowej. Ochronę oczu i możliwość obserwacji zapewniały dwie szybki okularowe w metalowych oprawkach z pierścieniami dociskowymi do montażu krążków przeciwrosowych (wkładek przeciwpotnych).
Połączenie maski ze sprzętem filtrującym lub aparatami izolującymi o obiegu otwartym umożliwiało gniazdo gwintowe z gwintem znormalizowanym Rd40x4 zgodnym z normą PN-70/Z-02000.
Przestrzeń martwa (szkodliwa) maski wynosi około 0,400dm³, a masa około 320 gramów.